# ジローラモ・サンタクローチェ
ジローラモ・サンタクローチェ（Girolamo Santacroce、1502年 - 1537年）は、16世紀イタリアの彫刻家、建築家、彫金家である。ナポリなどで働いた。

## 略歴
現在のナポリ県のノーラで生まれた。18世紀にナポリの芸術家の伝記を出版したベルナルド・デ・ドミニチ（Bernardo de' Dominici:1683-1759）によれば、商人の息子に生まれた。美術に熱中し、才能を認めた父親は、ナポリのマッテオ(Matteo）という彫刻家の工房にいれた。画家のアンドレア・サバティーニ（Andrea Sabatini）の勧めでローマに修行に出て、古代ローマの遺物を研究し、ミケランジェロ・ブオナローティ（1475-1564）をはじめとする同時代の彫刻家たちと知り合った。デ・ドミニチの著書によれば、ローマで建築を学んだとされる。
ナポリに戻ると彫刻家として活動し、15歳の1517年にサンティッシマ・アンヌンツィアータ・マッジョーレ聖堂（Basilica della Santissima Annunziata Maggiore）の墓標を彫刻し、メルジェッリーナのサンタ・マリア・デル・パルト教会（Chiesa di Santa Maria del Parto a Mergellina）でジョヴァンニ・ダ・ノーラ（Giovanni da Nola:, 1488 – Napoli, 1558）の助手を務めた。 1520年には、カッラーラでスペイン生まれの彫刻家バルトロメ・オルドニェス（Bartolomé Ordóñez）と働いた。
1525年には、サン・ドメニコ・マッジョーレ教会（Basilica di San Domenico Maggiore）の礼拝堂の大理石彫刻を共同制作し、カポナポリのサンタニェッロ・マッジョーレ教会（Chiesa di Sant'Agnello Maggiore）の主祭壇も設計した。
1537年に35歳ほどでナポリで亡くなった。

## 作品

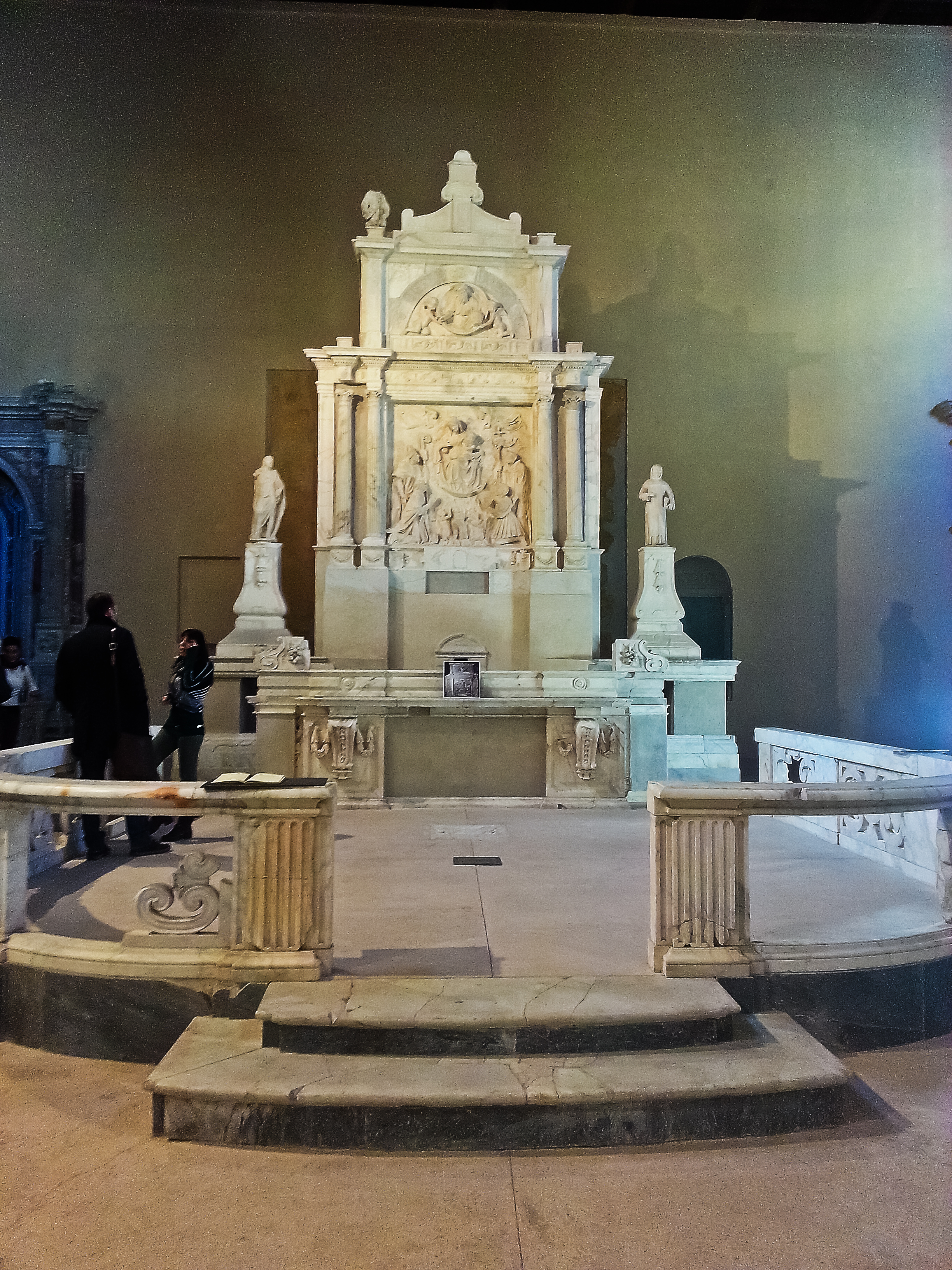
ナポリのサンタンナ・デイ・ロンバルディ教会の祭壇
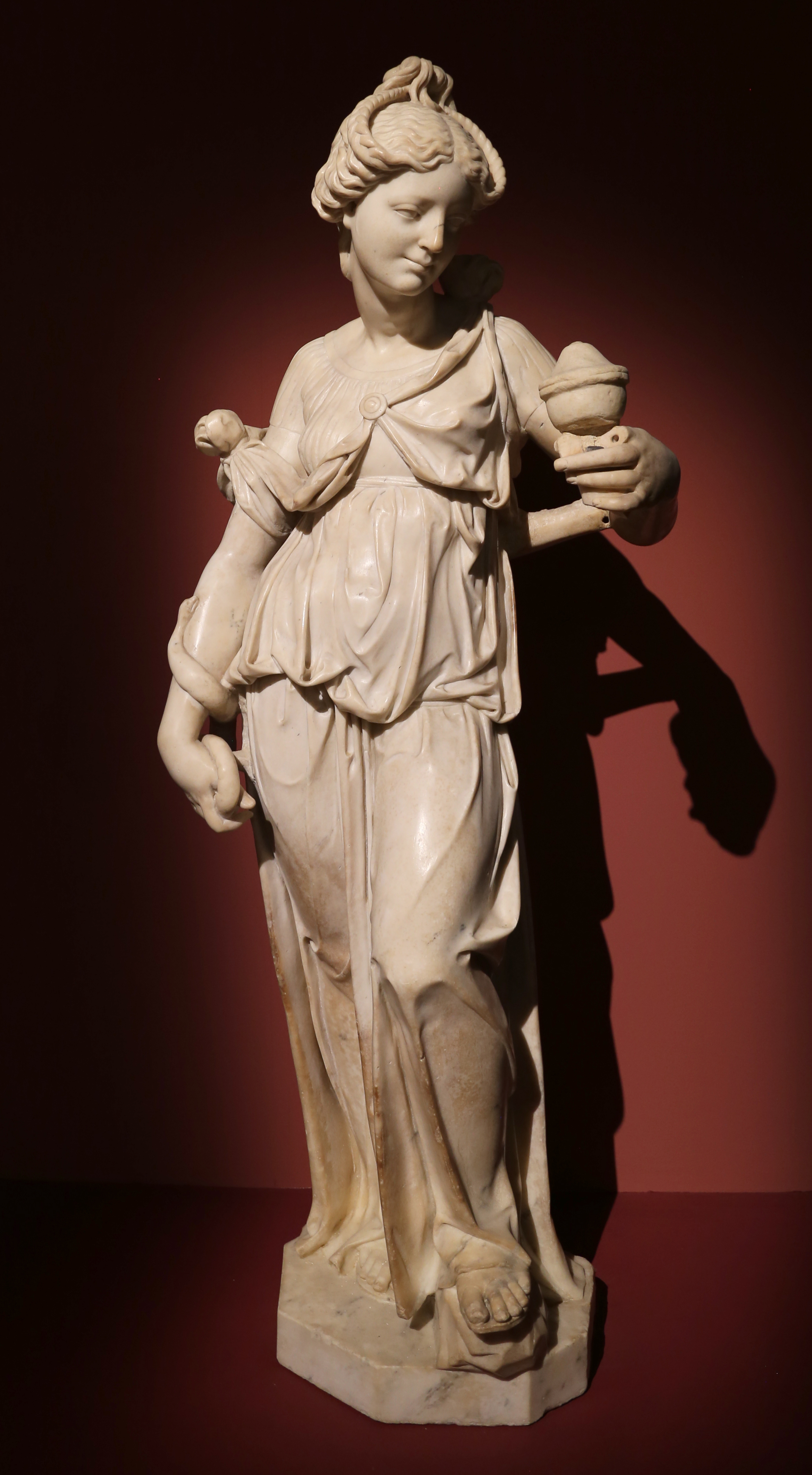
サン・ピエトロ・マルティーレ教会の「思慮深さの寓意」、(1525/1528)
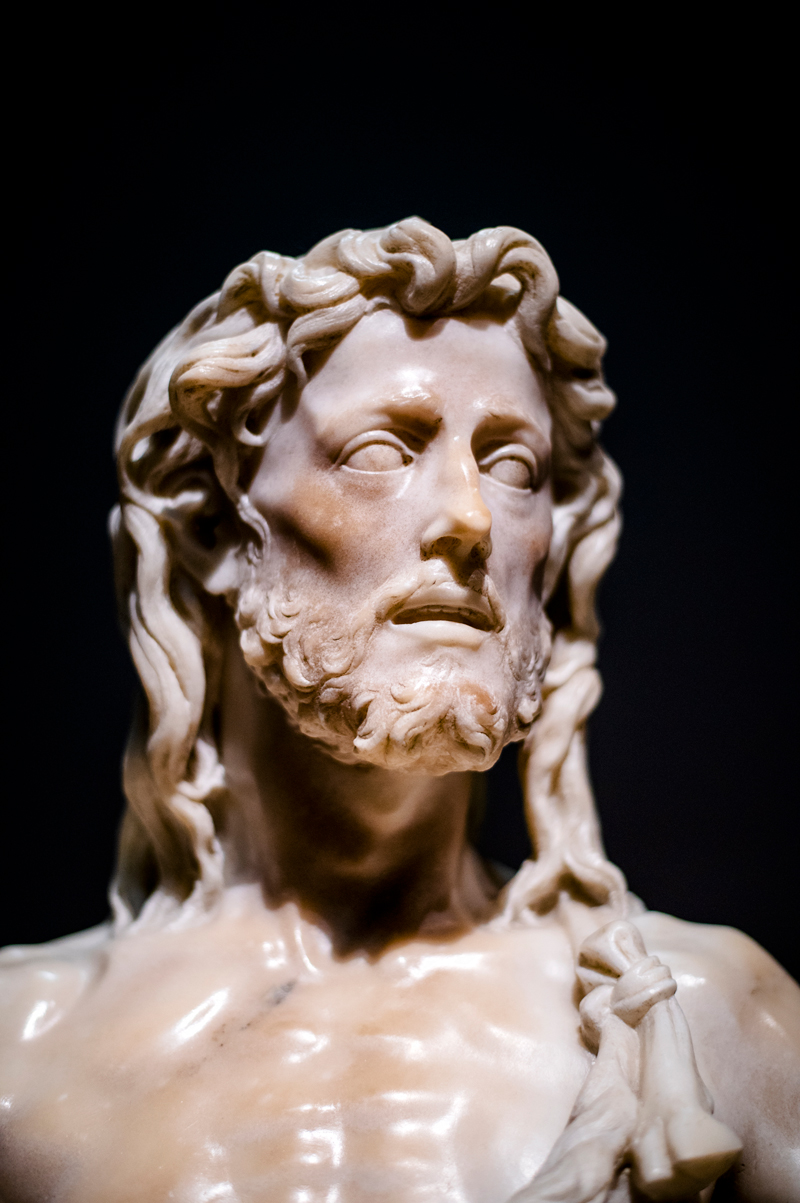
洗礼者ヨハネ（部分）
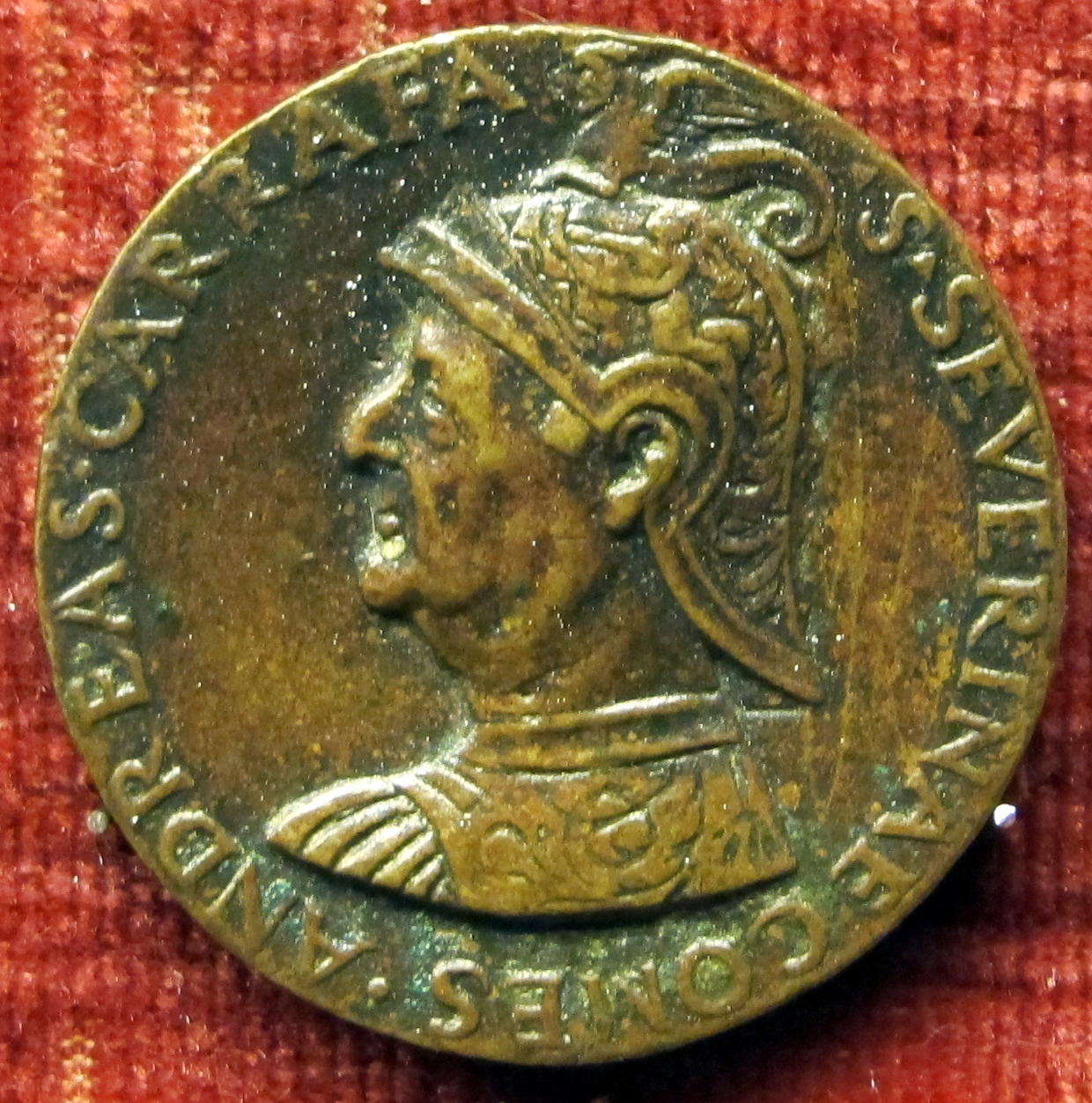
ナポリ王国の軍人アンドレア・カラファのメダル